# بازی ماجراجویی
بازی ماجراجویی (به انگلیسی: Adventure Game) یک ژانر بازی ویدئویی است که در آن بازیکن خودش را در نقش سردستهٔ یک داستان محاوره‌ای و واکنشی فرض می‌کند که باید با کاوش و جستجو جلو برود و به عوض رقابت‌های فیزیکی به حل کردن معما بپردازد. به دلیل تمرکز این ژانر بر داستان، مسئولیت سنگین روایت آن بر عهدهٔ شیوه‌های مورد استفاده برای داستانسرایی مثل نوشته‌ها و فیلم قرار می‌گیرد که این خود گسترهٔ وسیعی از ژانرهای ادبیات را شامل می‌شود. تقریباً همهٔ بازی‌های ماجراجویی به صورت بازی انفرادی طراحی می‌شوند چرا که این تأکید بر داستان و کاراکتر طراحی بازی چند نفره را سخت می‌کند.
در غرب این ژانر از بازی با دنیای وسترن شروع شد. دنیای وسترن، ژانری است که در اواخر دهه‌ی۱۹۸۰ تا اواسط دههٔ ۱۹۹۰ در قلهٔ محبوبیت قرار داشت و در میان ژانرهای حرفه‌ای و فنی بسیار مطرح شد و حتی هم‌اکنون نیز در میان ژانرها از جایگاه ویژه‌ای برخوردار است.
از سویی دیگر در آسیای شرقی بازی‌های ویدئویی در فرمی که بعدها به رمان تصویری مشهور شد، ادامه پیدا کردند. گفته می‌شود که تقریباً ۷۰ درصد از بازی‌های کامپیوتری در ژاپن تولید می‌شود.

## تعاریف
| اجزای یک بازی ماجراجویی                                            | نقل قول‌ها                                         |
| ------------------------------------------------------------------ | ------------------------------------------------- |
| حل معما، یا حل مسئله.                                              | [ ۱ ] [ ۵ ] [ ۶ ] [ ۷ ] [ ۸ ] [ ۹ ] [ ۱۰ ] [ ۱۱ ] |
| روایت، یا داستان محاوره‌ای.                                         | [ ۱ ] [ ۵ ] [ ۶ ] [ ۷ ] [ ۹ ] [ ۱۱ ]              |
| اکتشاف و جستجو.                                                    | [ ۱ ] [ ۵ ] [ ۷ ]                                 |
| بازیکن خودش را در نقش یک کاراکتر یا قهرمان فرض کند کاراکتر/قهرمان. | [ ۱ ] [ ۵ ] [ ۸ ]                                 |
| جمع‌آوری یا دستکاری اشیا.                                           | [ ۱ ] [ ۵ ] [ ۶ ]                                 |

اصطلاح «بازی ماجراجویی» از بازی‌های کامپیوتری ماجرایی در دههٔ ۱۹۷۰ سرچشمه گرفته‌است، که پیشگام سبکی از گیم‌پلی است که بسیار طرفدار پیدا کرد و توانست تا به عنوان یک ژانر مطرح شود. ژانر بازی ویدئویی توسط گیم پلی آن تعریف می‌شود و شباهتی به ژانر ادبی آن ندارد.
عناصر ضروری این ژانر شامل راوی داستان، اکتشاف و جستجو و حل معما. بازی‌های ماجراجویی توسط مجموعه‌ای از معماها توصیف می‌شوند که در قالب یک قصه جاسازی شده‌اند در واقع هر گیم شامل قصه‌ای است که بازیکن با گشودن قسمت به قسمت آن در طول زمان، آن را به پیش می‌برد. اگر حل معماهایی که بازیکن در طول داستان با آن‌ها روبرو می‌شود اختیاری و دل بخواه باشد، این معماها نباید بازیکن را به سمت ماجرایی خارج از داستان بکشد که این مثالی از یک طراحی خوب است.

### رابطه با ژانرهای دیگر
در بازی‌های ماجراجویی رقابت‌های رزمی و اکشن یا خیلی محدودند یا در کل وجود ندارند، بنابراین اینطور رقابت‌ها مشخصا به ژانر بازی‌های اکشن تعلق دارند. در کتاب «طراحی گیم از اندرو رولینگز و ارنست آدامز» نویسندگان اظهار داشتند که «این (تاکید بر کاهش رقابت‌های رزمی) به این معنی نیست که در بازی‌های ماجراجویی هیچ کشمکش و ستیزی وجود ندارد .... بلکه رقابت رزمی در آن‌ها فعالیت اصلی بازی بحساب نمی‌آیند.» برخی از بازی‌های ماجراجویی شامل بازی‌های کوچکی از دیگر ژانرها هم هستند، که معمولاً توسط کسانی که نسبت به ماهیت این ژانر حساس هستند جزو بازی‌های ماجراجویی بحساب نمی‌آیند. البته بازی‌هایی هم هستند که ژانر اکشن و ماجراجویی را تلفیق کرده‌اند ولی اکثر آن‌ها بازی‌های تجربی به حساب می‌آیند. این بازی‌ها که پیوندی از اکشن و ماجراجویی هستند شامل رقابت‌های فیزیکی بیشتری نسبت به بازی‌های ماجراجویی اصیل هستند و از آهنگ حرکت سریعتری برخوردارند. کاربردی ساختن این تعریف مشکل است، ولیکن با برخی مناقشات در میان طراحان، بالاخره بازی‌هایی که اکشن هستند و هم‌زمان هم شامل رقابت‌های غیرفیزیکی به قدر کافی باشند، به عنوان اکشن-ماجرایی مطرح شدند.
علاوه بر این بازی‌های ماجراجویی از بازی‌های سبک نقش آفرینی که شامل اکشن، ساختار تیمی و مدیریت امتیازها هستند نیز متمایزند. بازی‌های ماجراجویی قانون‌ها و روابط کمتری از آنچه در بازی‌های نقش‌آفرینی دیده می‌شوند را دارا هستند مثلاً به ندرت دارای فعالیت‌های اقتصادی درون بازی هستند. هم‌چنین این بازی‌ها فاقد هر سیستم مهارتی رزمی یا یک حریف متخاصم هستند که توسط استراتژی و تاکتیک خاصی شکست داده‌شود. همچنین برخی بازی‌ها وجود دارند که ژانرها را به هم پیوند داده‌اند مانند بازی‌های نقش‌آفرینی به همراه داستان قوی و عناصر معمایی که ژانر ماجراجویی-نقش‌آفرینی «RPG-adventures» را مطرح کردند. در نهایت بازی‌های ماجراجویی به صورت جداگانه به عنوان بازی‌های معمایی دسته‌بندی می‌شوند. اگر چه یک بازی ماجراجویی ممکن است شامل حل معما باشد، آن‌ها نوعاً شامل آواتاری هستند که توسط بازیکن در یک داستان محاوره‌ای و تعاملی کنترل می‌شوند.

## طراحی بازی

### حل معما
بازی‌های ماجراجویی شامل انواعی از معماها هستند، مثل رمزگشایی از پیام‌ها، پیدا کردن و استفاده از آیتم‌ها(اشیا)، بازکردن درهای قفل‌شده، یا یافتن و کشف کردن مکان‌های جدید. با حل کردن یک معما امکان دسترسی به مناطقی جدید در جهان بازی به بازیکن داده می‌شود، و جزئیات بیشتری از داستان بازی فاش خواهد شد. معماهای منطقی که به وسیلهٔ وسایل مکانیکی طراحی شده‌اند بصورتی انتزاعی، مهارت‌های استنتاج واستدلال بازیکن را به آزمایش می‌گذارد.
برخی معماها به دلیل ابهام در راه حل آن‌ها مورد نقد و نکوهش قرار می‌گیرند، به عنوان مثال ترکیبی از طناب رختشویی، گیره و اردک بادی پلاستیکی که به عنوان یک آیتم در بازی سفر طولانی جمع‌آوری می‌شوند، خارج از خط اصلی قصهٔ بازی قرار دارند و فقط به عنوان یک مانع برای بازیکن بکار می‌روند. نوع دیگری از معما که مورد نقد قرار می‌گیرد، زمانی است که بازیکن مجبور می‌شود تا بر اساس حدسی کورکورانه جلو برود، مثل کلیک کردن بر روی تصویر درست یا حدس زدن فعل درست در بازی که از رابط متنی استفاده می‌کند. بازی‌هایی که به دلیل راه‌های پر پیچ و خم آن نیاز است تا بازیکنان مورد راهنمایی قرار بگیرند کمتر محبوب می‌شوند، هرچند که در بازی‌های ماجراجویی متنی اولیه اغلب لازم می‌شد تا بازیکنان یک نقشه از فضای بازی را برای راهنمایی خودشان بکشند.

### جمع‌آوری و استفاده از آیتم‌ها
بسیاری از بازی‌های ماجراجویی از یک لیست مدیریت آیتم‌ها استفاده می‌کنند که به شیوهٔ خاص گیم‌پلی آن نمایش داده می‌شود. بازیکنان فقط قادر به برداشتن برخی اشیا در بازی هستند، بنابراین بازیکن همواره باید داند اشیایی که می‌تواند بردارد مهم هستند. چون بدون دانستن این بازیکنان با مشکل روبرو خواهند شد و ممکن است که آیتم مهمی را از دست بدهند. پس با دانستن این موضوع آن‌ها در هر مرحله برای یافتن آیتم‌ها به تکاپو خواهند افتاد. در بازیهایی که از شیوهٔ اشاره و کلیک استفاده می‌کنند، بازیکنان اغلب اوقات به یک جستجوی قاعده‌مند مشغول می‌شوند که به عنوان شکار پیکسل شناخته می‌شود. این بازی‌ها توسط آیتم‌های مشخص شده (های‌لایت شده) یا تغییر حالت نشانگر موس بر روی آیتم‌ها، مهم بودن آن آیتم را به بازیکن الغا می‌کنند. برخی آیتم‌ها دارای خصیصه‌هایی هستند که غالباً در بازی‌های ماجراجویی گوناگون از آن‌ها زیاد استفاده می‌شود. دو نمونه در این زمینه طناب و اهرم هستند. اما برخی آیتم‌ها به عنوان موانع حرکتی استفاده می‌شوند، ولی وجود بعضی موقعیت‌های نامعقول بازیکن را از هدف اصلی دور می‌کند. بسیاری از معماها در این نوع بازی‌ها شامل جمع‌آوری و استفاده از آیتم‌هایی است که در لیست موجود است. بازیکنان باید بتوانند تکنیک‌های فکری را به موازات دانشی که از جهان بیرون دارند بکار ببرند. برای مثال با وصل کردن یک تکه از تیوب لاستیکی بر روی یک خنجر می‌توانیم یک قلاب سنگ بسازیم، لازمه ساخت چنین چیزی این است که بازیکن بداند تیوب لاستیکی قابلیت کششی دارد. ممکن است بازیکنان نیاز پیدا کنند که آیتم‌های درون لیست موجودی‌شان را دوره‌ای طولانی به همراه خود حمل کنند تا زمانی که آن‌ها مفید واقع شوند، بنابراین در بازی‌های ماجراجویی معمول است که حافظهٔ بازیکنان مورد آزمایش قرار بگیرد طوری‌که مثلاً باید قسمتی از اطلاعات مربوط به اوایل بازی را برای پیروز شدن در قسمتی دیگر، بیاد داشته باشند. ندرتاً زمانی هم برای حل معماها در نظر گرفته می‌شود و بازیکن تحت فشار باید توانایی سریع اندیشیدن را داشته باشد.

### داستان، تنظیمات و موضوعات
بازی‌های ماجراجویی تجربه‌ای تک‌نفره و تا حد زیادی داستان‌محور هستند. بازی‌های ماجراجویی بیشتر از هر سبک دیگری به داستان وابسته هستند و زمینهٔ این را دارند که بازیکن بازی تک‌نفره را تجربه کند. آن‌ها اغلب در محیطی غوطه‌ور در جهانی فانتزی جریان دارند، و تلاش دارند تا در هر قسمت نسبت به قسمت قبل تغییر ایجاد کنند و با ایجاد تازگی و چیزهای نو بازیکن را به ادامه بازی علاقه‌مند سازند. کمدی یک موضوع معمول است، و در این بازی‌هایی با این موضوع اغلب واکنش‌هایی کمدی در زمانی که بازیکنان قصد انجام عملی مضحک یا ناممکن را دارند صورت می‌گیرد. از آنجایی که بازی‌های ماجراجویی بر محور داستان و تکامل کاراکتر در طول آن روایت می‌شوند اغلب این نمایش ادبی از شخص و احساساتش بازخورد بهتری نسبت به قدرت و توانایی جدید در سبک گیم‌پلی آن‌ها را دارد. بازیکن اغلب به محض شروع بازی باید جستجویی را آغازکند، یا نیاز به حل‌کردن یک معما دارد یا در موقعیتی است که در مورد آن خیلی‌کم اطلاعات دارد. این گونه داستان‌های اسرارآمیز به طراحان اجازه می‌دهد تا پیرامون چیزی بگردند که ارنست آدامز از آن به «مسئله فراموشی» یاد می‌کند، یعنی وقتی که بازیکنان کنترل بازیگر اصلی بازی را در دست می‌گیرند و بازی را شروع می‌کنند در حالی‌که دانش و تجربه‌ای در مورد آن ندارند. در نوع داستان-حادثه‌ای بازیکن با گره گشودن از معماها و به انجام رساندن کامل رقابت‌ها به پیش می‌رود، اما در داستان‌های روایت محوری که از اجزای مکانیکی در آن کمتر استفاده شده، ممکن است عناصر داستان هم برای پیشرفت به کمک بازیکن بشتابند.

### دیالوگ و ساختار درختی مکالمه
بازی‌های ماجراجویی عموماً خط داستانی قوی دارند و دیالوگ در آن نقش عمده‌ای دارد که برای تأثیرپذیری بیشتر از دیالوگ یا گفتگوی ضبط شده توسط صداپیشگان استفاده می‌شود. در این ژانر برای انتخاب نمایش دیالوگ‌ها از روشی استفاده می‌شود که به "ساختار درختی مکالمه" معروف است. بازیکنان می‌توانند با انتخاب یک خط دیالوگ از پیش نوشته شده از منوی دیالوگ‌ها، کاراکتر دیگری را که قادر به کنترل آن نیستند مورد خطاب قرار دهند که باعث می‌شود تا کاراکتر هم در پاسخ دیالوگی بگوید. این گفتگوها اغلب به صورت یک "ساختار درختی" طراحی می‌شوند که بازیکنان تصمیم می‌گیرند بین شاخه‌های دیالوگ کدام یک را دنبال کنند. اگرچه همیشه تعداد محدودی شاخه برای دنبال کردن وجود دارند. در برخی بازی‌های ماجراجویی این حق انتخاب‌ها یکی بعد از دیگری فعال می‌شود. گفتگو با کاراکترها می‌تواند راهنمایی برای چگونگی حل معماها باشد. بازیکن باید از کاراکتر بخواهد تا در مورد آنچه می‌خواهد با او همکاری کند.. بقیه مکالمات نتیجه‌هایی مانند آشکار کردن یک راز با ارزش را در پی‌خواهد داشت که بازیکن عهده‌دار آن می‌شود. کاراکترها ممکن است اغلب ملزم باشند تا رازی را فاش کنند، یا اینکه در میان گفتگو بواسطهٔ گرفتن چیزی که برایشان منفعت دارند، مطلبی را بیان کنند.

### اهداف، موفقیت و شکست
هدف اصلی در یک بازی ماجراجویی تکمیل جستجویی از پیش‌تعیین‌شده‌است. در بازی‌های ماجراجویی ابتدایی اغلب هدف امتیاز گرفتن هم وجود داشت و در برخی مثل "زورک"، بازیکن یک سلسله مراتب تعیین شده را طی می‌کرد و به طبع آن یک توصیف‌کنندهٔ متنی امتیاز را نمایش می‌داد. با گرفتن امتیاز بیشتر توسط بازیکن اهداف دیگری برای او طرح می‌شد و یک نمودار پیشرفت طی می‌شد.
شرایط باختن در نخستین بازی‌های ماجراجویی، از بازی‌های نزدیک به سبک اکشن الگو گرفته بود که همانا مرگ بازیکن بود. این موضوع در بازی‌های ماجراجویی بحث‌انگیز شد، چرا که در این‌جا دشمنان به وضوح دیگر سبک‌ها قابل شناسایی نیستند. هم‌اکنون بسیاری از توسعه‌دهندگان این سبک از این کار دوری می‌کنند یا قبل از خطری که منجر به مرگ کاراکتر می‌شود به بازیکن خبر می‌دهند. برخی از بازی‌های ماجراجویی اولیه بازیکن را در موقعیتی به دام می‌انداختند که بازیکن از پس عبور از آن برنمی‌آمد و بدون پیروزی در آن هم بازی به اتمام نمی‌رسید. مثلاً بازی ماجراجویی متنی "راهنمای مسافرت مجانی به گالاکسی" از شرکت اینفوکام مورد انتقاد بوده‌است بخاطر جایی از سناریوی ابتدای بازی که در صورت کوتاهی در برداشتن کپه‌ای از نامه‌های ناخواسته، در مراحل جلوتر از ادامهٔ بازی توسط بازیکن ممانعت به‌عمل می‌آید.

## ژانرهای زیرمجموعه

### ماجراجویی متنی
سبک ماجراجویی متنی که اغلب به داستان‌های تعاملی شناخته می‌شود، داستان بازی را توسط عبارات متنی بیان می‌کند و بازیکن را برای انجام دستورالعمل‌ها راهنمایی می‌کند. از نمونه‌های اولیه این سبک می‌توان به "خانهٔ وحشت هیوگو " و بازی‌های"اسکات آدامز" اشاره کرد که از یک تجزیه‌گر فعل و صفت استفاده می‌کردند که دستورالعمل‌ها را تفسیر می‌کرد؛ این به بازیکن اجازه می‌داد تا به‌طور اساسی با اشیا در تعامل باشد، به‌طور مثال با تایپ " کلیدها را بگیر" یا "در را باز کن". بازی‌های ماجراجویی متنی اخیر و داستان‌های تعاملی مدرن می‌توانند جملات بسیار پیچیده‌تر را تفسیر کنند.

### ماجراجویی اشاره و کلیکی

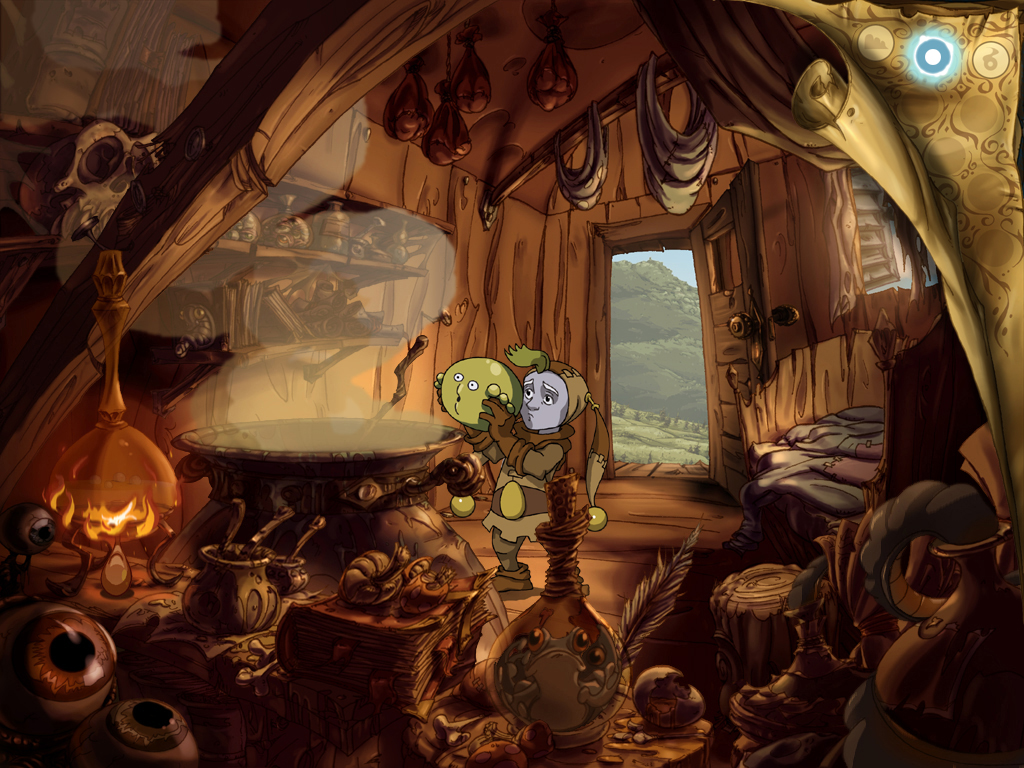
نمایی از بازی زمزمه جهانی در سبک ماجراجویی گرافیکی

ماجراجویی اشاره و کلیکی سبکی از بازی است که در آن بازیکن شخصیت خود را با استفاده از اشاره و کلیک به وسیله موس یا هر دستگاه دارای اشاره گر کنترل می‌کند. در این سبک از بازی ماجراجویی، اطلاعات در مورد محیط بازی توسط گرافیک به بازیکن انتقال داده می‌شود. این سبک برای یک بازیکن در بازی، با استفاده از عمل‌هایی مانند نگاه کردن به اطراف، این امکان را به وجود می‌آورد که داستان بازی را در راه‌های مختلف ادامه دهد. در اکثر این نوع بازی‌ها، بازیکن با استفاده از اشاره‌گر ماوس، شروع به گشتن اشیاء متفاوت می‌کند.

## مثال های معروف
استری
آخرین بازمانده از ما
ماینکرفت
میراث هاگوارتز